# 綿半ホームエイド
株式会社綿半ホームエイド（わたはんホームエイド）は、長野県を中心にホームセンターをチェーン展開する企業である。本社を長野市に、外商部を飯田市に置く。
キャッチコピーは「Enjoy Life 綿半ホームエイド」。

## 概要
かつての店舗は一般的なホームセンターと同様、日用品、大工道具などの住関連商品を中心とした品揃えであったが、2005年から各地の店舗をリニューアルする一方で、スーパーセンターへの業態転換を始めた。食品を扱うことにより売上が伸び、2006年度の売上高伸び率は長野県内の大手小売業者で最大となった。2007年からは生鮮食品や惣菜の扱いも始めている。
1980年代から1990年代にかけて長野県内で放映された企業CMには佃公彦デザインのキャラクターファミリーが起用され、一部店舗では外壁にも同キャラクターを描いていた（飯田市座光寺店(閉店)など）。キャッチコピーを取り入れたCMソングは曲調に若干のアレンジが加えられているものの現在でも店内のBGMソングとして変わらず用いられている。
2017年9月、グループ企業の綿半Jマートが「綿半Jマート国分寺店」を都市向けの小型スーパーセンター「綿半スーパーセンター国分寺店」へリニューアル。綿半スーパーセンターとしては初の長野県外店舗であるが、オープンに際しては綿半ホームエイドの経営ノウハウが生かされ、リサイクルステーション設置や関東圏の店舗では初となるブルーカードの利用も導入された。また同年11月22日には、東京都東村山市に綿半ホームエイドが運営するスーパーセンターとして初の長野県外店舗となる「綿半スーパーセンター東村山店」がオープンした。綿半Jマートが運営していた「綿半Jマート久米川店」をリニューアルした店舗で、長野県内で培ったノウハウを生かすとともにJマートの経営戦略も取り入れ都市郊外の大型スーパーセンターとして新戦略を打ち出す。また県内店舗同様に生鮮食品等を豊富に取り扱い、国分寺店に続いてリサイクルステーション設置やブルーカードの利用導入もなされた。

## 沿革
- 1977年（昭和52年）
  - 1月13日 - 設立。
  - 4月23日 - 1号店となる長野店（現・長池店）オープン。
- 1997年（平成9年）2月21日 - 株式会社綿半リビングストアー（後に綿半ホールディングス株式会社へ吸収合併された）からホームセンター4店舗を譲受。
- 1998年（平成10年）2月21日 - 綿半鋼機株式会社へ貿易事業部を譲渡。のちに同事業は株式会社綿半クリエイティブプロダクツへ継承。
- 2000年（平成12年） - 株式会社マツヤとその子会社から合わせて3店舗の営業権を譲受。
- 2002年（平成14年）9月21日 - 長野物流センター開設。
- 2005年（平成17年）6月4日 - 長池店がスーパーセンター1号店としてオープン。
- 2007年（平成19年）5月26日 - スーパーセンター1号店の長池店を一部リニューアルし、生鮮食品の取り扱いを開始。
- 2008年（平成20年）3月24日 - 伊那物流センター開設。
- 2015年（平成27年）
  - 10月1日 - 楽天市場へオンラインショップを初出店。
  - 11月25日 - 10店舗目となるスーパーセンター塩尻店オープン。
- 2017年（平成29年）
  - 8月23日 - 企業内託児所「わたぴーランド」を開設。
  - 11月22日 - グループ企業の綿半Jマートが運営していた「綿半Jマート久米川店」を「綿半スーパーセンター東村山店」にリニューアルオープン。綿半ホームエイドとして初の関東地方出店となる。

## 店舗・事業所
公式ウェブサイトによる（2023年1月時点）。

### 綿半スーパーセンター
- 長池店（長野市）
- 川中島店（長野市）
- 稲里店（長野市）
- 須坂店（須坂市）
- 権堂店（長野市）
- 千曲店（千曲市）
- 中野店（中野市）
- 上田店（上田市）
- 豊科店（安曇野市）
- 松本芳川店（松本市）
- 塩尻店（塩尻市）
- 諏訪店（諏訪市）
- 箕輪店（上伊那郡箕輪町）
- 伊那店（伊那市）
- 万力店（山梨県山梨市）
- 八田店（山梨県南アルプス市）
- 富士河口湖店（山梨県富士河口湖町）
- 東村山店（東京都東村山市）
- 可児店（岐阜県可児市）

### 綿半ホームエイド
- 檀田店（長野市）
- 若里店（長野市）
- 穂高店（安曇野市）
- 庄内店（松本市）
- 諏訪インター店（諏訪市）
- 富士見店（諏訪郡富士見町）
- アップルロード店（飯田市）
- 長坂店（山梨県北杜市）
- 都留店（山梨県都留市）
- 小鹿野店（埼玉県小鹿野町）
- 坂戸店（埼玉県坂戸市）
- 国分寺店（東京都国分寺市）
- 相模湖店（神奈川県相模原市）
- 江南店（愛知県江南市）

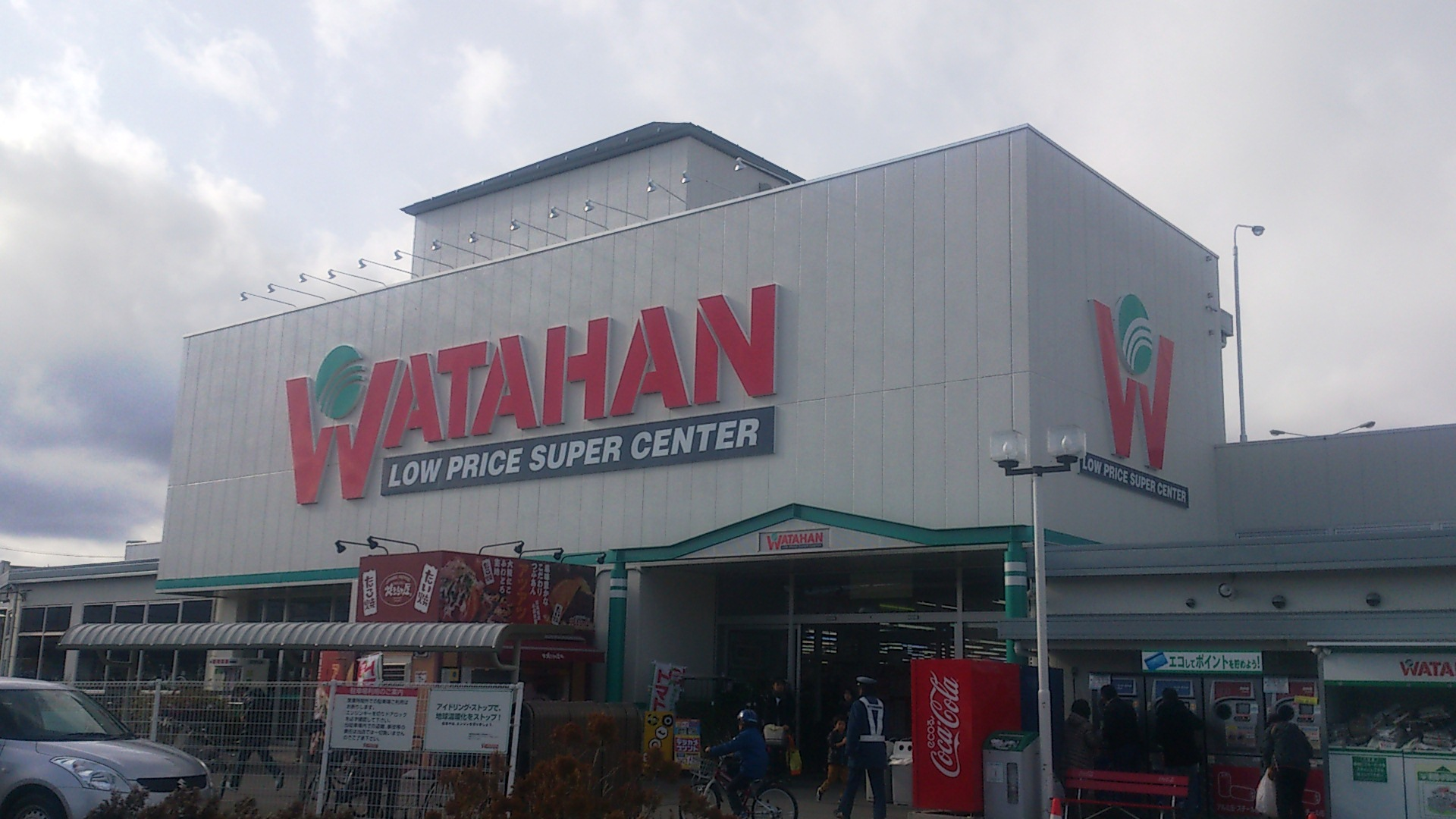
本社に隣接するスーパーセンター長池店（長野県長野市南長池）
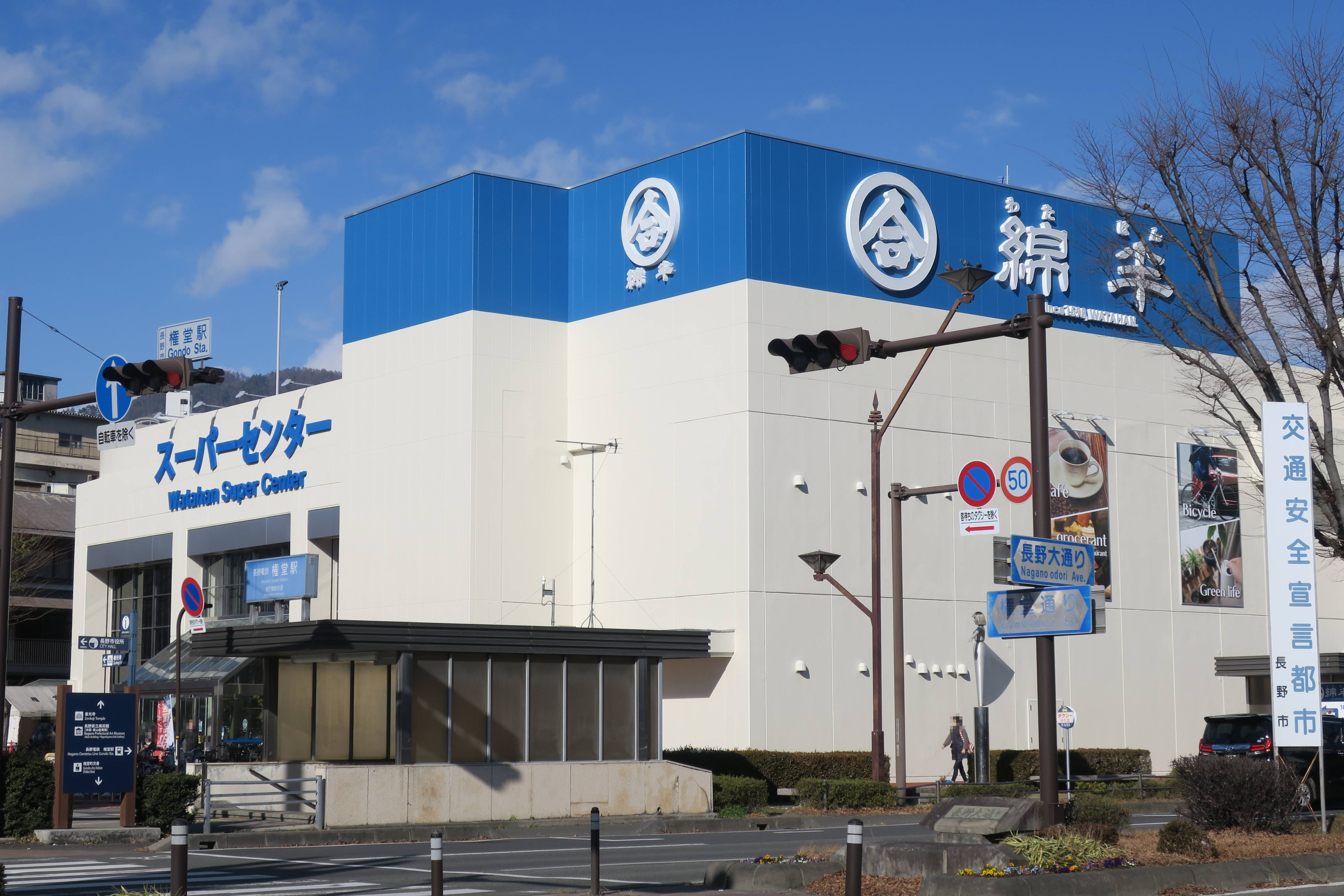
スーパーセンター権堂店（旧イトーヨーカドー長野店を改修、出店）

### 過去の店舗
綿半ホームエイド
- 豊野店（長野市）

北陸新幹線の工事に伴い閉店、解体された。
- 稲里店（長野市）

株式会社マツヤに返還され「ユー・パレット 長野南店」として営業していたが、2014年（平成26年）に閉店。現在は総合環境企業であるミヤマ株式会社の本社となっている。
- 東松本店（松本市）

居抜き出店され「DCM松本元町店（旧ケーヨーデイツー松本元町店）」となっている。
- 上田原店（上田市）

「万代書店 長野上田店」が入るも2012年（平成24年）に閉店。2015年（平成27年）に上田市内に発送拠点を持つ古書販売会社の株式会社バリューブックスが用地を取得して改装し、同社初の実店舗「BOOKS&CAFE NABO」が開業している。
- 双葉店（伊那市）

リニューアルされ、株式会社スマイルネットワークが運営する総合リサイクルショップ「スマイルサンタ 伊那店」「メディア書店 伊那店」として分割利用されていたが、2022年（令和4年）7月に「スマイルサンタ 伊那店」が移転し、閉店。その後、伊那市内の株式会社折勝が用地を取得して店舗を建て直し、2023年（令和5年）8月に折勝がフランチャイズ経営する「業務スーパー・モダンパック 伊那店」が開業している。
- 座光寺店（飯田市）

本館跡地は「焼肉きんぐ 座光寺店」と「カレーハウスCoCo壱番屋 飯田座光寺店」が、ペット館跡地には「鮨ごちそうや 松乃本店」とセブン-イレブンが立地する。スポーツ館はリニューアルされ、AOKIグループ（国道153号を挟んだ対面にAOKI飯田座光寺店がある）「カラオケ コート・ダジュール 飯田座光寺店」が利用していたが、リニア関連工事に伴う道路拡張により閉店し、現在は更地。
- 市川大門店（山梨県市川三郷町）

2020年（令和2年）2月2日閉店。

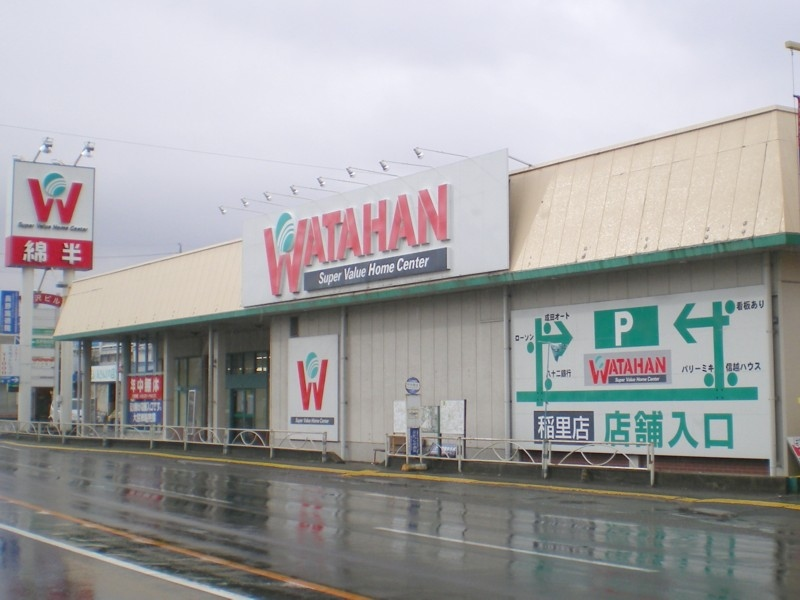
マツヤから転換した店舗だった旧稲里店（長野県長野市）。現在はスーパーセンター稲里店として移転
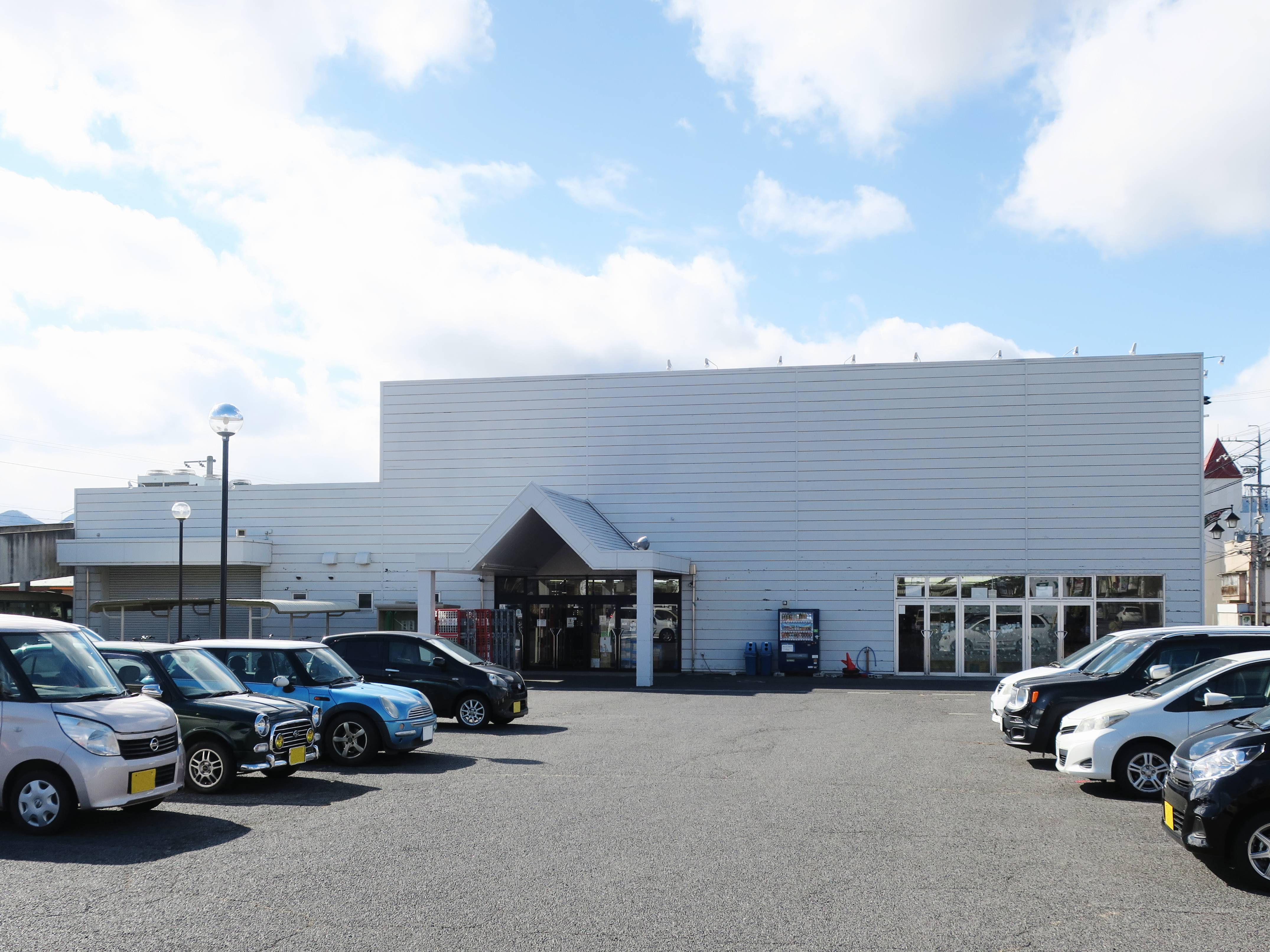
旧上田原店（上田市）に入所したバリューブックス

株式会社綿半リビングストアー
- 本店（飯田市）

店舗は閉店後、近接する綿半ホームエイドアップルロード店の倉庫代わりに利用されていた。その後、ブックオフのフランチャイズを展開する株式会社ニシザワが綿半から建物を借用し、2020年10月に下伊那地域初の「BOOKOFF PLUS 飯田店」が開業している。
- 座光寺店（飯田市）

綿半ホームエイド座光寺店の本館内併設だった。
- 伊那店（伊那市）

跡地は「ファインデイズホテル」や「ブレインマンション」等になっている。

### 綿半ホームエイド物流センター
- 長野物流センター（須坂市）
- 長野低温物流センター（須坂市）
- 伊那物流センター（上伊那郡箕輪町）

## 関連企業
- 綿半ホールディングス株式会社 - 綿半ホームエイドの親会社。
  - 株式会社綿半Jマート - 綿半グループ企業。ホームセンターチェーン Jマートを運営していた。2017年の綿半スーパーセンター国分寺店への業態変更を皮切りに店舗名を変更し、東京都・埼玉県・神奈川県・山梨県・長野県（一部）の綿半ホームエイド店の運営をしている。
  - 株式会社綿半フレッシュマーケット - 綿半グループ企業。愛知県内でスーパーマーケットを運営している。
- 株式会社信州コミュニケーションズ - 綿半ホームエイドが出資している。

## 参考資料
1. 1 2  株式会社綿半ホームエイド 第48期決算公告
2. ↑  『日本経済新聞』2007年8月15日朝刊 長野経済27面
3. ↑  “店舗一覧”.   綿半ホールディングス. 2023年1月3日閲覧。
4. ↑  株式会社ニシザワ「お知らせ」